# 带形棘缘吸虫
带形棘缘吸虫（学名：Echinoparyphium cinctum）为棘口科棘缘属的动物。分布于俄罗斯以及中国大陆的福建等地，营寄生生活，宿主为绿头鸭、家鸭、家鹅、黑水鸡、家鸡、佛法曾、鹊鸭、斑头秋沙鸭、环颈雉等以及寄生于肠。

## 亚种
- 雉带形棘缘吸虫（学名：Echinoparyphium cinctum phasianina），Gagarin于1954年命名。分布于俄罗斯以及中国大陆的福建等地，营寄生生活，宿主环颈雉、池鹭（福建）以及寄生于肠。[2]